# Liu Xinwu
Liu Xinwu (xinès tradicional: 劉心武, xinès simplificat: 刘心武, pinyin: Liú Xīnwǔ; Chengdu 1942) és un escriptor xinès, guardonat amb el Premi Mao Dun de Literatura de l'any 1985.

## Biografia
Liu xinwu va néixer el 4 de juny de 1942 a Chengdu, província de Sichuan a la Xina. Fill de Liu Tianyan i de Wang Yuntao. El més jove de cinc fills, Liu Xinwu va néixer sota el bombardeig japonès de 1942. El seu pare era un funcionari de duanes del règim nacionalista; el 1949, va aconseguir salvar-se amb el suport comunista.
El 1959 la seva família es va traslladar a Pequín. Aquí és on Liu Xinwu ha passat la major part de la seva vida, a excepció d'uns pocs anys durant la Revolució Cultural. El 1961, va completar els seus estudis de literatura xinesa a la Universitat Normal de Beijing; després va ocupar un lloc com a professor de xinès a una escola de Pequín, on va ensenyar durant 15 anys.
Liu Xinwu es va unir al Partit Comunista Xinès el 1985 per recomanació de Wang Meng (王蒙), i el 1987, va ser nomenat director de la revista Renmin Wenxue, però després dels esdeveniments de Tiananmen, dos anys més tard, va abandonar aquest lloc i qualsevol altre càrrec oficial per dedicar-se exclusivament a la literatura.

### Carrera literària
Va publicar la seva primera obra quan tenia 16 anys; un assaig sobre l'obra “The Forty First” de l'escriptor rus Boris Lavrenyev i ha estat fortament influenciat per la literatura russa soviètica.
Una part important de les seves obres se situen a Pequín fet que el defineix com un representant de l'Escola de Pequín conjuntament amb Deng Youmei 邓友梅, Chen Jiangong 陈建功 i Whang Shuo 王朔. També la seva obra "El Professor Principal"s'ha considerat com el primer treball reconegut com a pioner del moviment literari "literatura de les cicatrius", publicada el 1977.
Abans de l'inici de la Revolució Cultural ja va publicar més de 70 relats curts i assaigs. A principis del 1976 va ser nomenat editor de la “Beijing Press” . El novembre de 1977 el relat 班主任 (Banzhuren) traduït a l'anglès com “The Class Teacher” va aparèixer editat per primer cop en una edició de Renmin wenxue i es considera que va marcar l'inici del desglaç post-Mao; s'ha comparat amb la publicació de “El desglaç” (1953) d'Ilià Erenburg a la mort de Stalin. L'èxit obtingut va fer que Liu seguís en la direcció de reflectir el problemes socials en un gènere denominat "wenti xiaoshuo" 问题小说 que ja s'havia cultivat durant els principis del segle vint.

### Premis
- 1978: Premi Nacional de relats curts (Renmin wenxue) per 班主任 (Banzhuren).[5]
- 1979: Premi Nacional per escriptors de literatura infantil.[5]
- 1988. Premi Mao Dun de literatura per 钟鼓楼 (Zhong gu lou).

## Obres destacades
- 1977: 班主任 (Banzhuren) - “The Class Teacher”
- 1980: 如意 (Ru yi) - “The Wish”
- 1981: 立体交叉桥 (liti jiaochaqiao) - “Overpass”
- 1982: 黑墙 (hei qiang) - “Black Wells”
- 1985: 钟鼓楼 (zhong gu lou) -"The Bell and the Drum Tower"
- 1986: 公共汽车咏叹调 (Gonggong qiche yongtandiao)- “Bus aria”
- 1986: 5.19 长镜头 (changjingtou 519) - “Zooming in on May 19”
- 1988: 私人照相簿 (Si ren zhao xiang bu) - “Private Album”
- 1992: 风过耳 (Feng guo er)- “ Disappearing Wind ",el 1998 va ser una serie de TV.
- 1993: 四牌楼 (Si pai lou) “The Four Archways"
- 1999: 树与林同在 "L'arbre et la forêt "
- 2014 飘窗 (Piaochuang) "La baie vitrée"